# Edwin Rolf

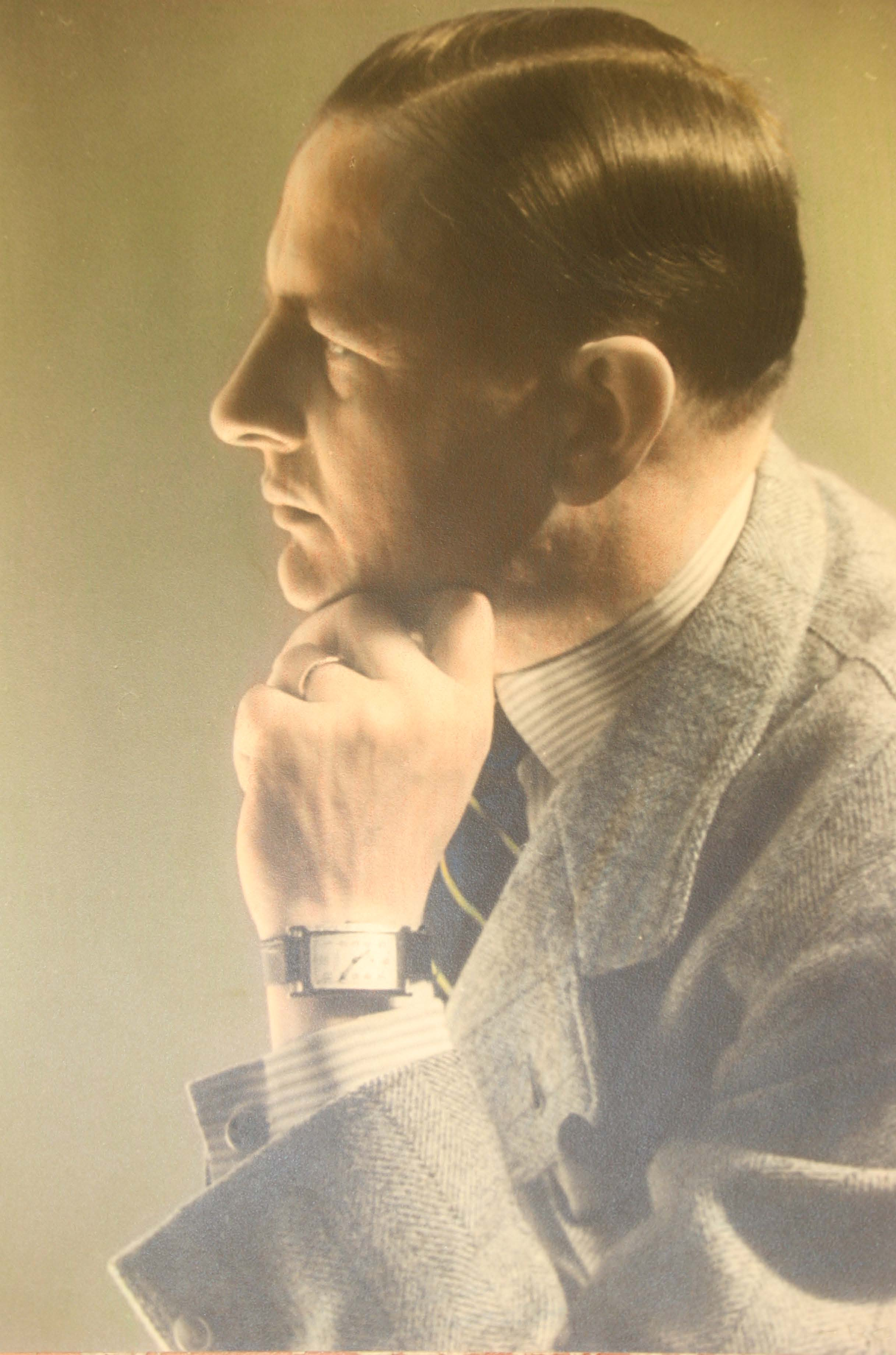
Edwin Rolf (Porträt) in Archiven

Edwin Rolf (tschechisch Edvin Rolf; * 14. Februar 1899 in Oberhohenelbe, Österreich-Ungarn; † 25. März 1991 in Rathenow, Brandenburg) war ein deutsch-österreichischer Ingenieur, Hobbyastronom und Konstrukteur von Fernrohren.

## Leben
Die Schule besuchte er in Arnau (heute Hostinné, Tschechien). Nach Ausbildungen zum Maschinenschlosser und Elektriker qualifizierte sich Rolf im Fernstudium zum Maschinenbau- und Elektroingenieur. Im böhmischen Chotěvice betrieb er eine Maschinenbaufabrik. Sein Hobby war die Astronomie, zu diesem Zweck fertigte er 1929 in seiner Fabrik das erste eigene Medial-Fernrohr mit einer Öffnung von 206 mm an. Ende 1932 nahm er in seiner Privatsternwarte Chotěvice das größte Fernrohr der Tschechoslowakei in Betrieb. 1937 heiratete Rolf in Kottwitz seine Frau Irma, die er bei seinen Vorführungen am selbstgebauten Teleskop kennengelernt hatte und die später in seiner Werkstatt mitarbeitete.
Rolfs Leben steht vor dem Hintergrund der zwei Weltkriege, zwei Diktaturen und zahlreicher politischer Umbrüche. Im Ersten Weltkrieg war er Soldat, aber aufgrund einer Lungenerkrankung lange im Lazarett und im Zweiten Weltkrieg ausgemustert. In der NS-Diktatur wurde seine Werkstatt kaputtgewirtschaftet (Mitarbeiter abgeworben), nachdem er sich in einem im Rundfunk ausgestrahlten Vortrag im schlesischen Breslau (heute Wrocław, Polen) öffentlich gegen den Krieg ausgesprochen hatte. Am 22. Juli 1940 bewarb sich Rolf erfolgreich auf eine Stellenausschreibung des Fernrohrproduzenten Emil Busch AG Rathenow als Ingenieur für Feinmechanik. Die Anstellung in Rathenow ist nicht (mehr) dokumentiert, aber sein Beruf des Brillenmachers bewahrte ihn vor dem Dienst an der Waffe, da Brillen an der Front gebraucht wurden und daher Brillenmacher im Binnenland.   
In Rathenow konnte er auch seine Kenntnisse in der Anfertigung von Spezialoptiken, der Herstellung dazu erforderlicher Schleifmaschinen und der Konstruktion astronomischer Geräte in das Unternehmen einbringen.
Nach dem Ende des Zweiten Weltkrieges führte Rolf seine Arbeit in einer eigenen Werkstatt in Rathenow fort, wo er bis zu seinem Ruhestand eine eigene Werkstatt betrieb.

## Wirken

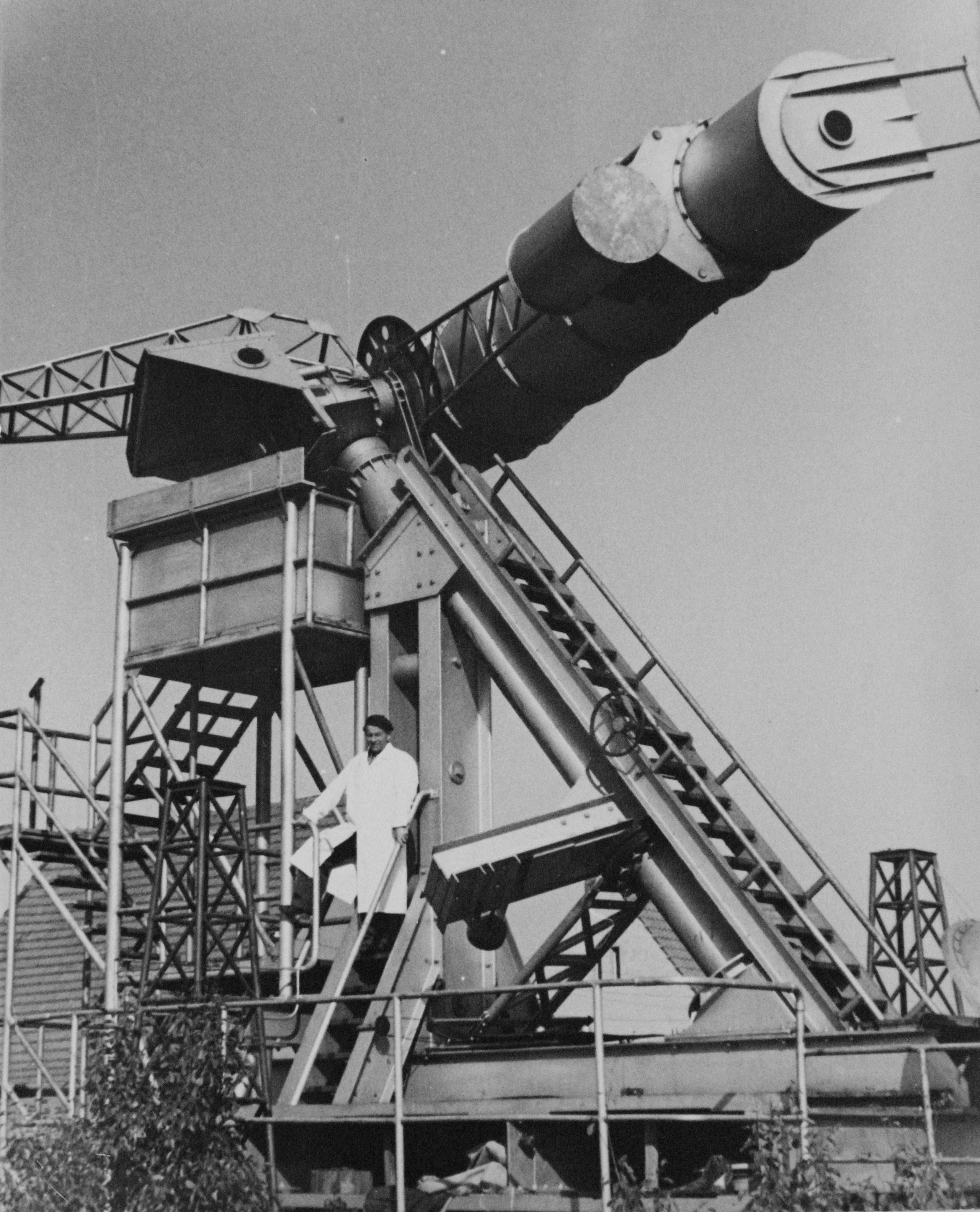
Edwin Rolf vor seinem Riesenbrachymedialfernrohr (ca. 1950).

### Brachymedialfernrohr
Direkt nach Kriegsende realisierte Rolf endlich sein Projekt eines Riesen-Brachymedial-Fernrohrs, wobei ihm zahlreiche Bürger der Optik-Stadt Rathenow behilflich waren. Die Kesselschmiede fertigten nach Feierabend die Tubus-Teile an und andere halfen beim Bau oder mit Kleinigkeiten. Rolf selbst berechnete, konstruierte und fertigte die Optik nach den Entwürfen von Ludwig Schupmann 1899. Zwischen 1949 und 1953 fertigte er mit dem Rathenower Refraktor das weltgrößte Brachymedial-Fernrohr und stellte es in seinem Garten in der Rathenower Wilhelm-von-Leibniz-Straße auf. Mit diesem Instrument war Rolf zum ersten Mal gelungen, was Schupmann im 19. Jahrhundert erträumt hatte: ein Riesenfernrohr mit sehr dünner Frontlinse, das mit 70 cm Öffnung noch immer keine Lagerungsprobleme hatte (wie bei dicken Linsen). 
Nach Rolfs Tode erwarb die Stadt Rathenow das Teleskop. Im Jahre 2008 erhielt es einen neuen Standort im Optikpark Rathenow.

### Nachwirkung und weitere Riesenteleskope
Nach dem Bau des Riesenfernrohr nahm er Kontakt zum Astrophysikalischen Observatorium Potsdam auf und arbeitete mit Direktor Wempe zusammen. Dieser war in die Überlegungen, Vorarbeiten und Planungen eines neuen (gesamtdeutschen) Großteleskops involviert und vermittelte Rolf daher Arbeitsaufträge zum Geräte-Test. Die Frage war in den späten 1940ern und 1950ern noch, welche Art von Kamera man für dieses Großteleskop bauen sollte: Maksutov oder Schmidt. Rolfs erfolgreich umgesetztes Hybrid-Teleskop (Schupmann-Medial) war zwar technisch hoch interessant, aber für die Zielobjekte der Astronomie in der Mitte des 20. Jahrhunderts nicht die erste Wahl: Forschungsschwerpunkte lagen eher in der Beobachtung von Sternen, Nebeln und Galaxien und dafür hat das Brachymedial zu hohe Lichtverluste. Seine hohe Farbreinheit konnte allerdings für lichtstarke Objekte (besonders für Sonnenbeobachtung) von Vorteil sein. 

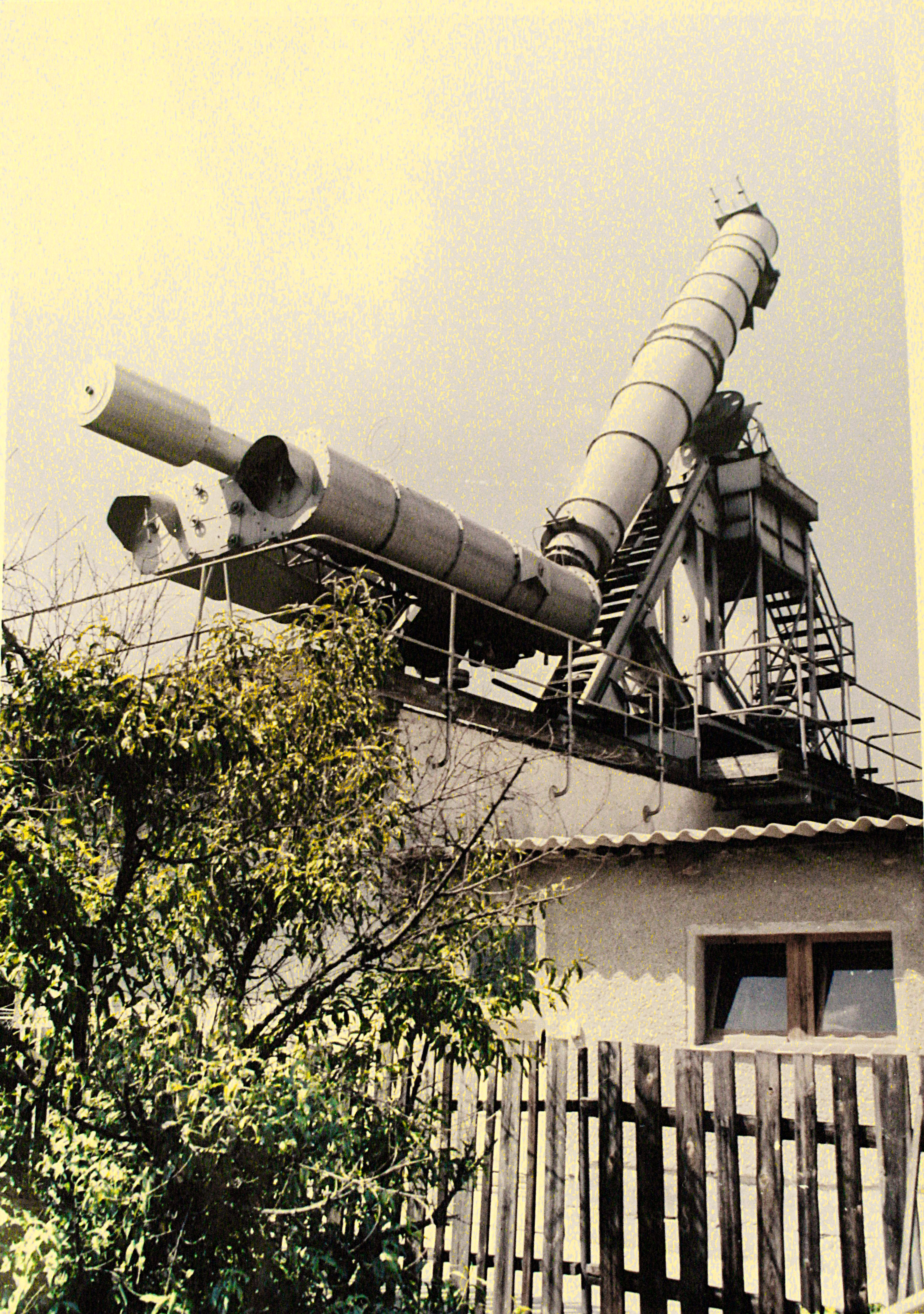
Drei Riesenfernrohre in der Sternwarte Rathenow: aufrecht das Brachymedial, liegend die Schmidt-Kamera und die Maksutow-Kamera, jedes Gerät mit 70 cm Öffnung.

Die Akademie der Wissenschaften erstattete daher Rolf die Materialkosten für das bereits vorhandene Riesenfernrohr und erteilte den Auftrag zum Bau von zwei weiteren. Der Forschungsbericht von Konstruktion, technischen Studien und Testbeobachtungen befindet sich im Akademie-Archiv. Es existieren auch Fotos der drei Riesenfernrohre in Rolfs Garten, aber der Verbleib der zwei weiteren (die schon 1990 nicht mehr da waren, als das Brachymedial unter Denkmalschutz gestellt wurde), ist unklar. Die Technikhistorikerin Hoffmann konnte nur eine Notiz in den Sitzungsberichten finden, aber keine abschließende Entscheidung.
Das neue Großteleskop auf deutschem Boden, das anfangs noch als gesamtdeutsches Teleskop zusammen mit der berühmten Hamburger Sternwarte geplant worden war, entstand schließlich in Tautenburg (Thüringen) und erhielt eine Schmidt-Kamera mit 2 m Öffnung, hergestellt von der Firma Zeiss. Das Karl-Schwarzschild-Observatorium (Thüringer Landessternwarte) verwendet sie bis heute. 
Aufgrund seiner Kenntnisse ernannte die Akademie der Wissenschaften zu Berlin Edwin Rolf zum wissenschaftlich-technischen Mitarbeiter. Zunächst als gesamtdeutsche "Deutsche Akademie der Wissenschaften" gegründet, entwickelte sie sich zur "Akademie der Wissenschaften der DDR", aber Rolfs stärkste Einbindung war eher vor dem Mauerbau, denn die Sternwarte Tautenburg hatte bereits 1962 "first light". Neben der Herstellung von Fernrohren, Kameras und optischen Systemen hielt Rolf auch Vorträge zu seinem Fachgebiet und zur Amateurastronomie.

### Sonnenphysikalisches Kabinett
Ein weiteres Highlight aus der Werkstatt des genialen Rathenowers war eine besondere Erfindung zur Darstellung der Sonne. Sonnenbeobachtungen haben das Risiko, dass man durch die große Menge von Licht und Wärme, die im Teleskop ja auch noch gebündelt werden, großen Schaden am Teleskopgebäude (Kuppel) und im menschlichen Auge anrichten kann. Die sicherste Beobachtungsmethode ist daher die Projektion des Sonnenbildes mit einem Coelostaten, wie er von Alfred Jensch in Jena (Fa. Zeiss) erfunden wurde.  

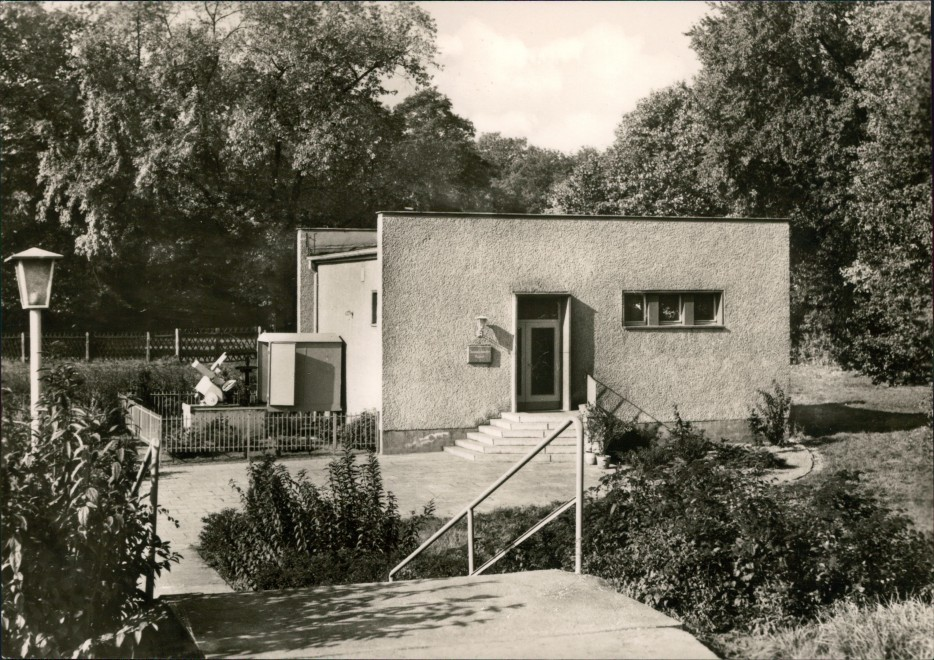
Sonnenphysikalisches Kabinett der Archenhold-Sternwarte Berlin (Postkartenverlag Kurt Mader, Berlin-Karlshorst)

Für die Archenhold-Sternwarte in Berlin-Treptow entwickelte Edwin Rolf aber noch eine geniale Applikation: Das Sonnenlicht wird nicht nur mit zwei Fangspiegeln eingefangen und in einem Hörsaal riesig (80 cm groß) projiziert, sondern auf dem Lehrertisch des Hörsaals gibt es auch eine auf Schienen verschiebbare Vorrichtung, mit der man das Sonnenlicht durch 4 große Prismen lenken kann. Das sehr große Instrument hat enormen didaktischen Wert, weil man den Strahlengang des Lichts durch die Prismen von der Seite sehen kann. Wenn die Apparatur im Strahlengang ist, wird an die Leinwand des Hörsaals nicht mehr das Bild der Sonne (mit Sonnenflecken im weißen und Protuberanzen im Halpha-Licht) projiziert, sondern ein 1,5 m langes Sonnenspektrum. Man kann bei dieser Auflösung wunderbar die Fraunhoferschen Linien sehen und durch die riesige Projektion live im Hörsaal am Echtbild die Physik erklären. Dieses sensationelle Gebäude zur Vorführung von Sonnenbeobachtungen wurde "sonnenphysikalisches Kabinett" genannt. 

### Unverwirklichte Pläne
Zeitlebens hatte sich der Pazifist Edwin Rolf gegen den Krieg und für Jugendarbeit ausgesprochen. Auch sein Projekt einer (unverwirklichten) Sternwarte im (zerbombten) Rathenower Bismarck-Turm stand nicht nur unter dem Zeichen seines technischen Genies, sondern auch des Pazifismus. In seinem Amateurfilm "Wir besuchen die Sternwarte Rathenow" sagt er selbst, dass sie die Jugend lehren solle, keine Kriege zu führen. In Zusammenarbeit mit Astronomen und astronomischen Instrumentbauern in den USA und in Rathenow hatte er für den Innenausbau des Bismarck-Turms sogar schon technische Zeichnungen entworfen. Er wollte ein Haus für "die Wissenschaft dem Volke", also der Wissen(schaft)svermittlung. 

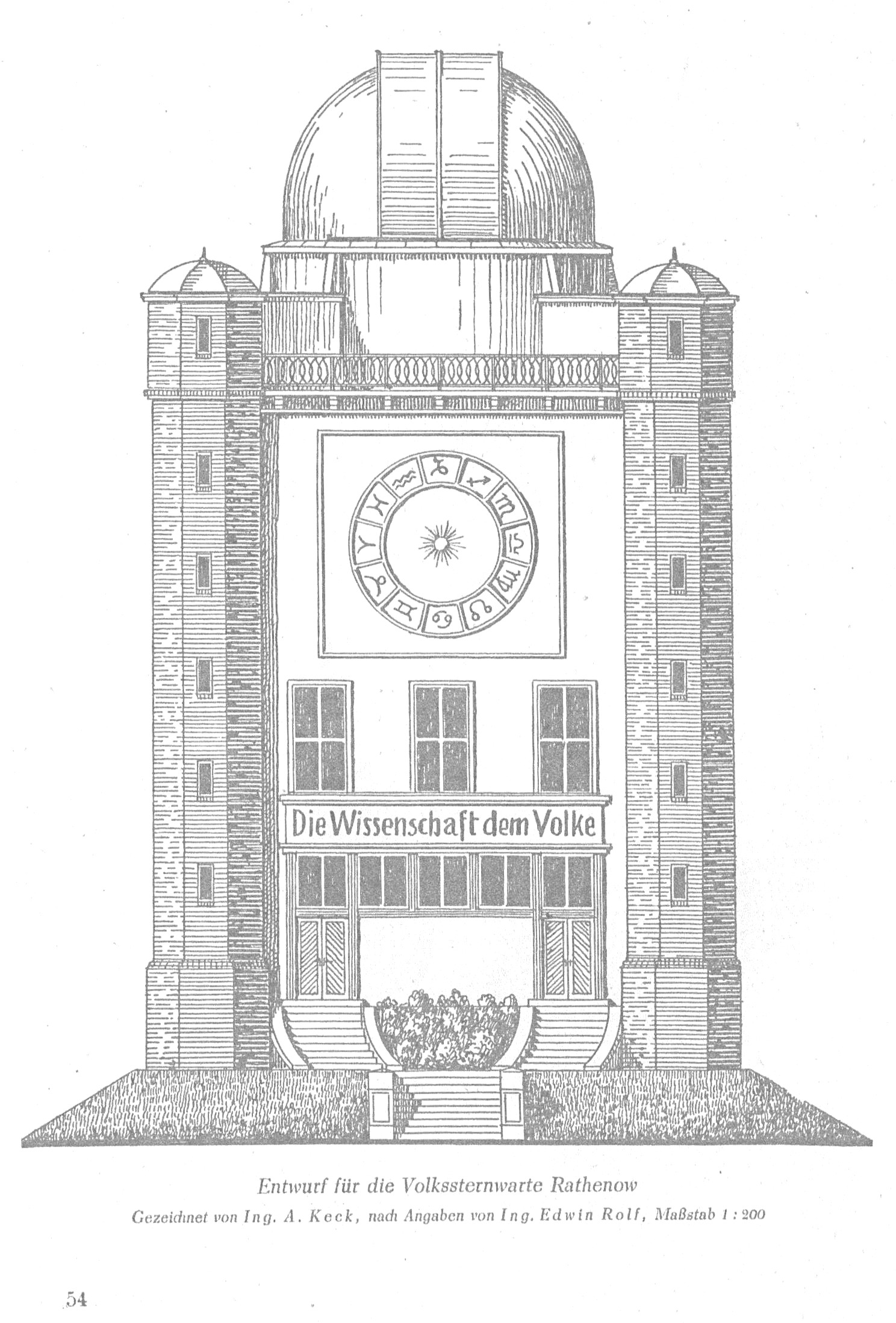
Sternwarte Rathenow im Bismarckturm (Frontalansicht, außen)
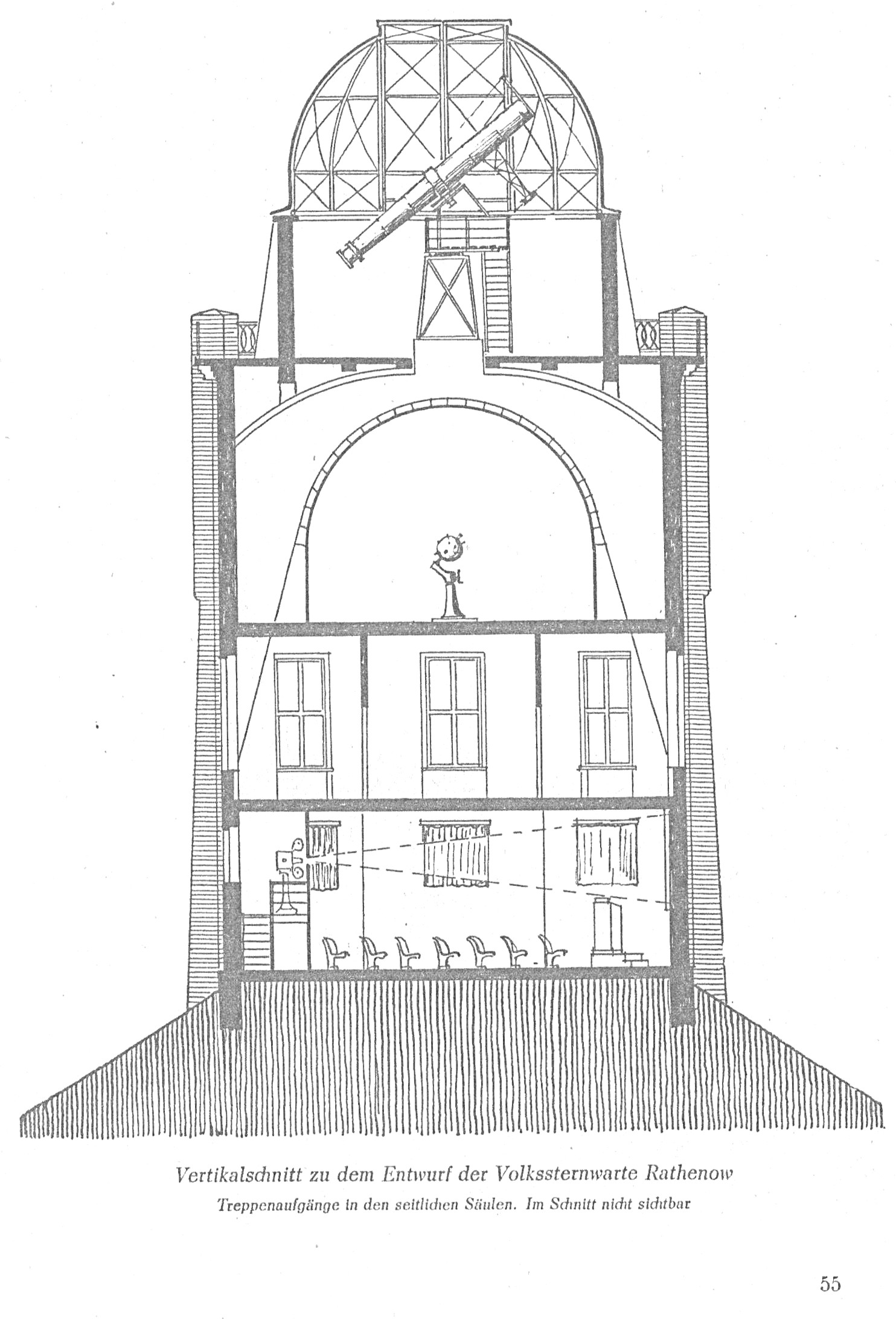
Sternwarte Rathenow im Bismarckturm (Innenansicht, Schnittzeichnung)
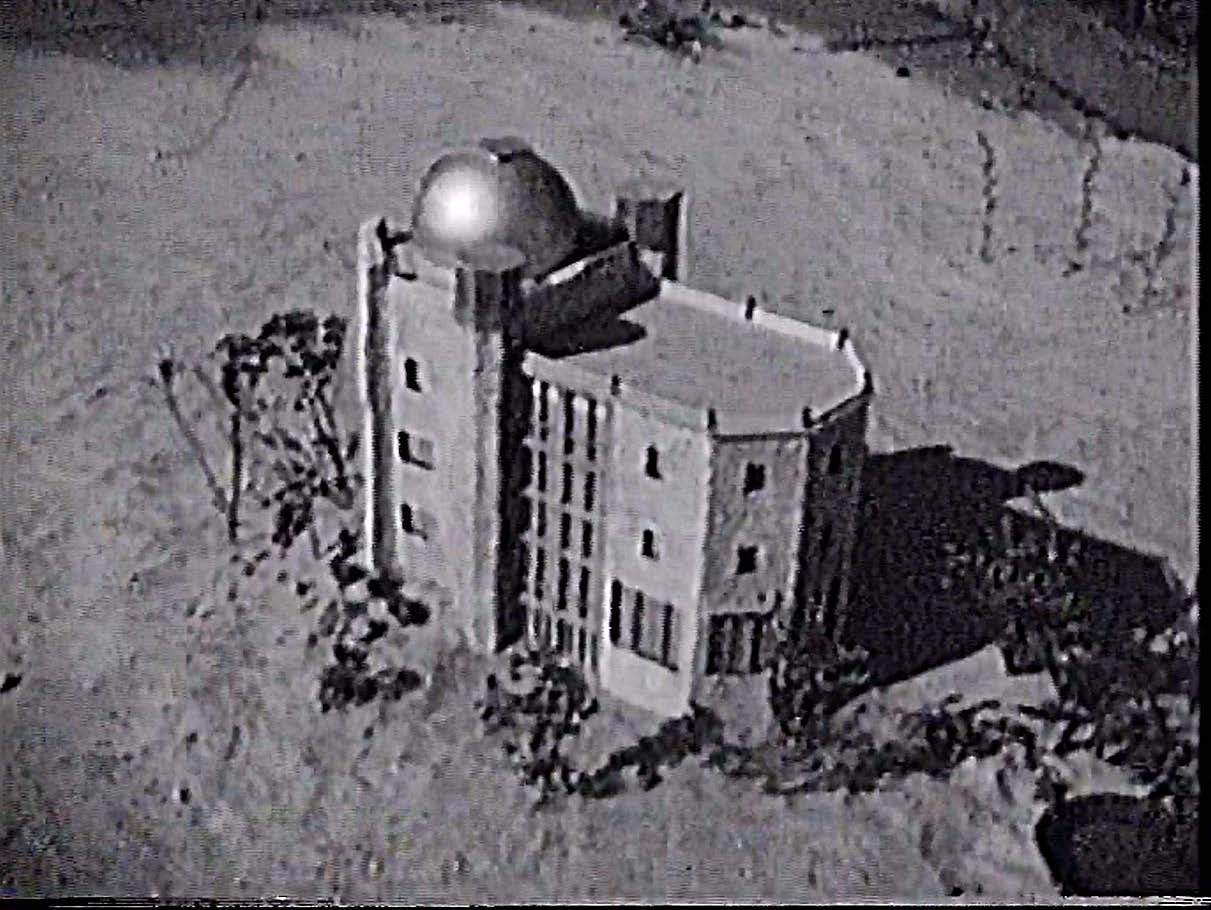
Sternwarte Rathenow im Bismarckturm (Modell: Standbild aus dem niedrig aufgelösten Amateurfilm).
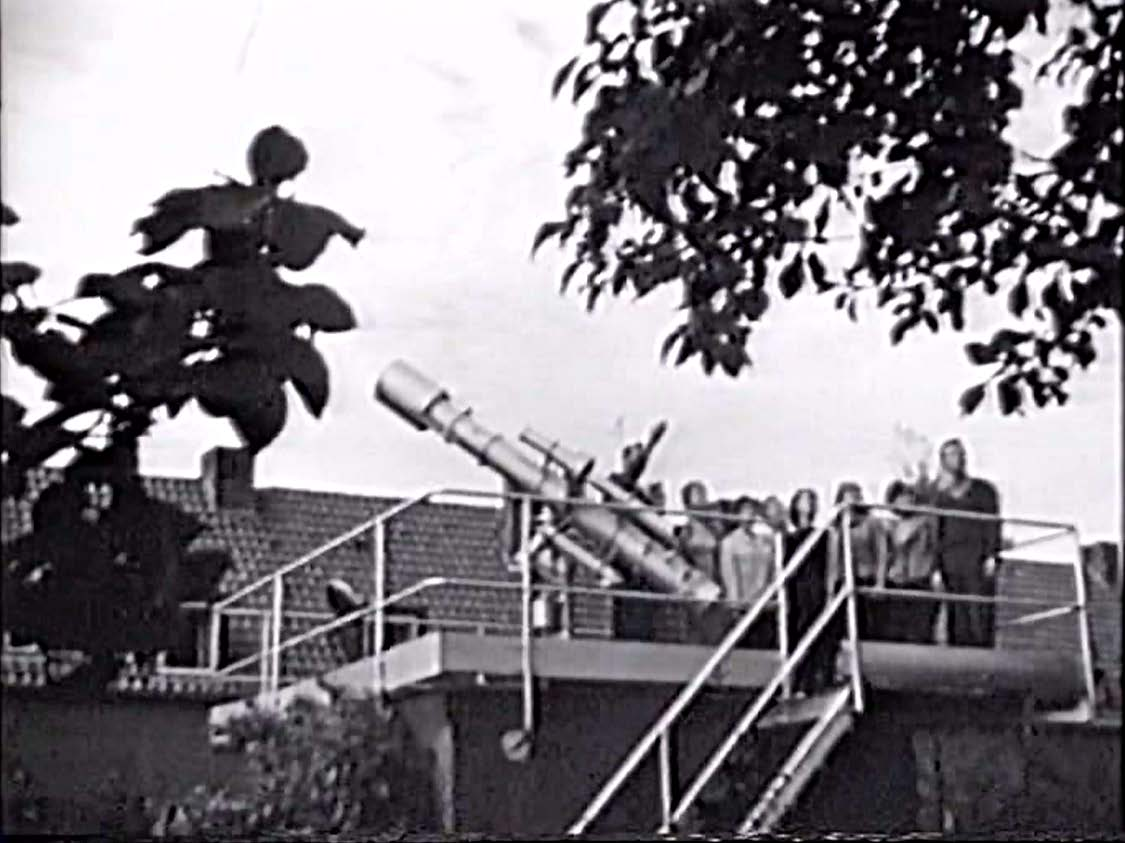
Edwin Rolf mit einer Schulklasse in seiner eigenen Sternwarte; obwohl er in seinem Garten überwiegend optisch-technische und nicht astronomische Forschung betrieb, war es ihm auch wichtig, Führungen für Schulklassen anzubieten.
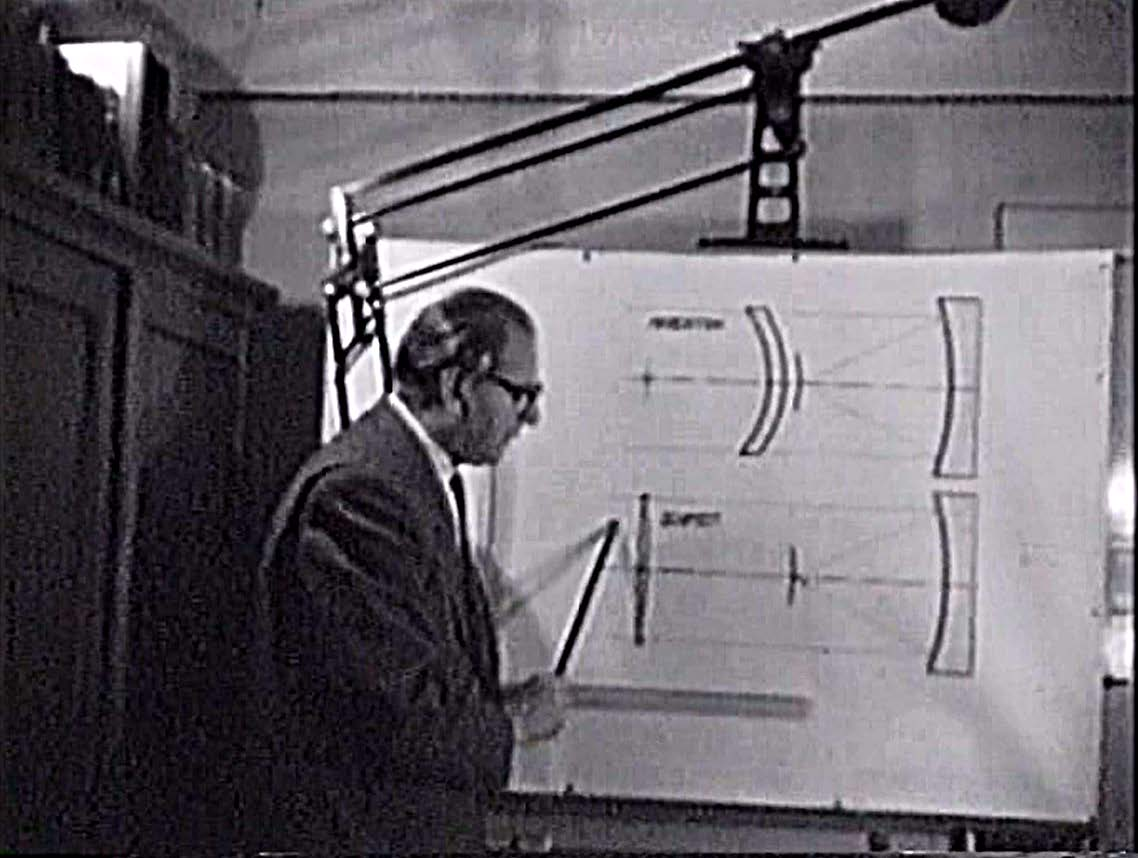
Edwin Rolf erklärt die optischen Strahlengänge seiner Riesenteleskope (im Amateurfilm; Standbild).
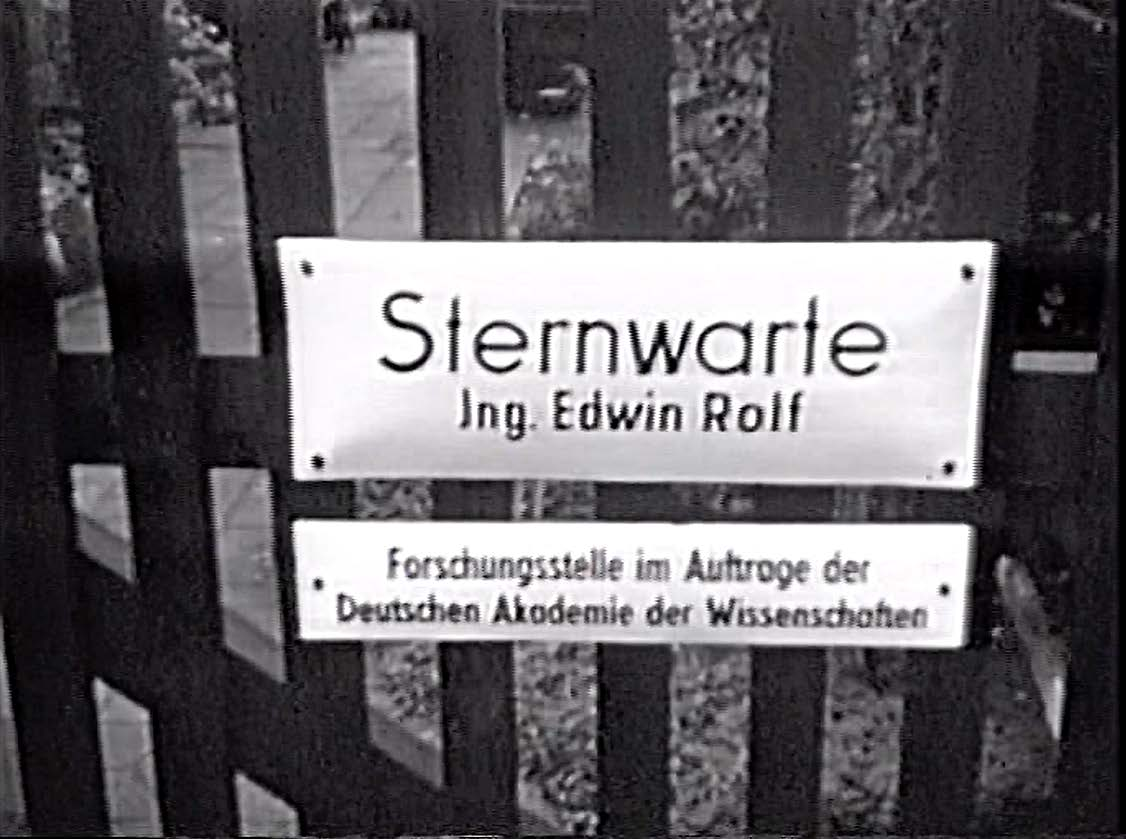
Schild am Gartentor von Edwin Rolf "Sternwarte" und "Forschungsstelle im Auftrag der Deutschen Akademie der Wissenschaften".